# Breme
Breme (Brèmi in dialetto lomellino) è un comune italiano di 715 abitanti della provincia di Pavia in Lombardia, posto nella bassa Lomellina, alla confluenza tra il fiume Po ed il Sesia.
Breme inoltre è famosa per la cipolla rossa, di cui c'è anche la sagra, frequentata ogni anno da migliaia di persone

## Geografia fisica
Breme è situata nella Lomellina occidentale, a breve distanza dalla confluenza del Sesia nel Po, a 50 km ad ovest di Pavia.

## Storia
È sede dell'antica abbazia di San Pietro di Breme, che acquisì grande importanza nel 929, quando vi si trasferirono i monaci dell'abbazia della Novalesa, distrutta dai Saraceni intorno al 929. Nel 1542 i monaci benedettini si trasferirono nell'eremo di Sant'Alberto di Butrio e al loro posto si insediarono i monaci olivetani là presenti, in conseguenza fu soppresso il titolo di abate e i beni dell’abbazia furono uniti a quelli del monastero di San Bartolomeo in Strada di Pavia. Nel 1784 il Re di Sardegna Vittorio Emanuele I di Savoia decretò la soppressione dell’abbazia e l’incameramento dei suoi beni da parte dello stato. Sotto l'occupazione napoleonica venne infine abbattuta la chiesa abbaziale, già diroccata e pericolante.
Dal punto di vista civile, Breme è noto fin dal X secolo, quando apparteneva al Comitato (contea) di Lomello. Nel 1164 è citato tra i centri della Lomellina posti sotto il dominio di Pavia; nell'elenco delle terre pavesi del 1250 appare come Bremide. Sotto i Visconti è sede di podesteria; i Visconti lo infeudano dapprima agli Adorno, e nel 1439 a Pietro Visconti, lontano congiunto del duca di Milano. Breme resta signoria dei suoi discendenti fino al XVIII secolo, quando il feudo è acquistato dagli Arborio di Gattinara, già signori di Sartirana Lomellina, che sono nominati Marchesi di Breme. Breme, posto al confine tra il ducato di Milano e il Monferrato, fu un'importante piazzaforte di forma pentagonale: nel 1638, presa dai Francesi, fu riconquistata dagli Spagnoli dopo un lungo e sanguinoso assedio. Nel 1707 entrò a far parte con la Lomellina dei domini dei Savoia.

### Simboli
Lo stemma e il gonfalone del comune sono stati concessi con decreto del presidente della Repubblica del 19 settembre 2012.
In precedenza era stato riconosciuto con decreto del capo del governo del 25 luglio 1942, uno stemma simile, d'azzurro, con il castello d'oro, e un bosco sullo sfondo, con il capo del Littorio.
Pietro Pavesi, nella sua opera Stemmi e sigilli comunali della Provincia di Pavia del 1904, sosteneva che gli elementi dello scudo simboleggiassero la fortezza distrutta durante le scorrerie tra i francesi e gli spagnoli nel 1638, mentre il bosco doveva considerarsi l'origine della parola da cui pare abbia tratto il nome il paese.
Il gonfalone è un drappo di rosso.

## Monumenti e luoghi d'interesse
- Abbazia di S. Pietro del X secolo (anno 929 d.C.), con rimaneggiamenti successivi. L'edificio attuale risale al XVI secolo. Il piano inferiore è stato trasformato in un piccolo museo. Di questo edificio, la cripta è l'unica parte rimasta dell'antica abbazia risalente al decimo secolo; presenta varie colonne che dividono le tre piccole navate. Altri ambienti visitabili sono il refettorio monastico, la cucina e la ghiacciaia. Alcuni ambienti del chiostro sono oggi utilizzati come spazi per uffici e associazioni.
- Chiesa parrocchiale di S. Maria Assunta (secc. IX–XV), con battistero (secc. VIII-X). Di stile romanico, la facciata è stata nel tempo rimaneggiata. L'antico battistero si trova immediatamente dietro alla chiesa è oggi è stato trasformato nella Cappella di San Barnaba, patrono del paese.
- Obelisco di S. Carlo Borromeo (sec. XVII), che ricorda la visita del cardinale all'abbazia di Breme.
- Monumento ai Caduti
- Chiesa di S. Sebastiano (sec. XVII)
- Chiesa di S. Maria di Pollicino (sec. X). È un piccolo oratorio situato fuori dal paese, a nord, verso Candia Lomellina. È di proprietà privata.

## Società

### Evoluzione demografica

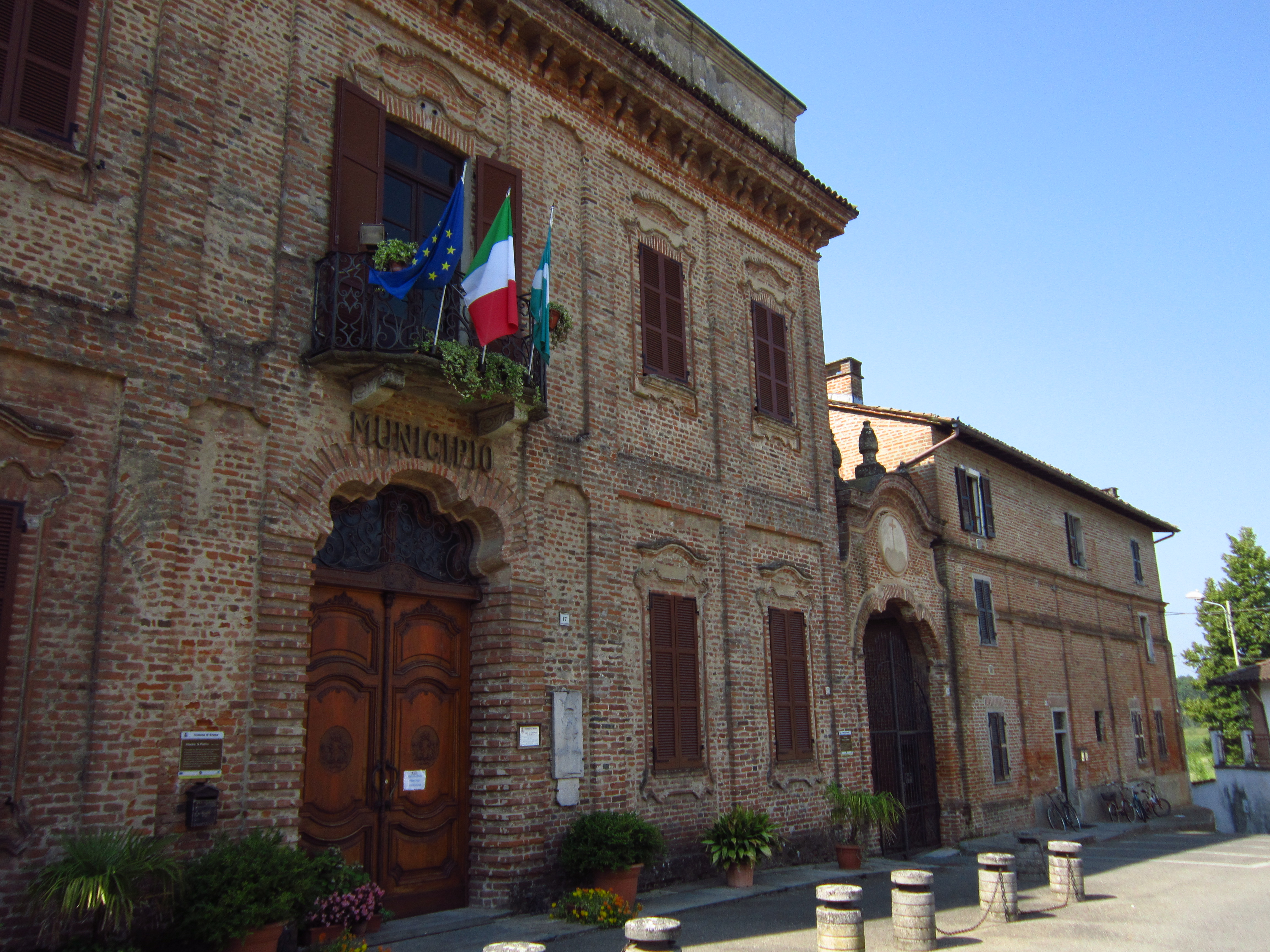
Il municipio

In cento anni si è assistito ad un forte spopolamento che ha portato i residenti ad un terzo di quelli presenti nel 1921.
Abitanti censiti

## Cultura

### Cucina

#### Sagra della Cipolla rossa
Dal 1983 ogni metà di giugno si svolge la Sagra della Cipolla Rossa di Breme, 
riconosciuta marchio De.C.O. e presidio Slow Food.
Durante la manifestazione sarà possibile consumare ogni piatto a base di cipolla rossa dall'antipasto al dolce.